# Arctic Circle Stars 1998
Questa voce raccoglie le informazioni riguardanti gli Arctic Circle Stars nelle competizioni ufficiali della stagione 1998.

## Vaahteraliiga 1998

### Stagione regolare
| 6-7 giugno 1998 1ª giornata | Helsinki Roosters | 38 – 13 | Arctic Circle Stars |  |

| 13-14 giugno 1998 2ª giornata | Arctic Circle Stars | 28 – 21 | Seinäjoki Crocodiles |  |

| 27-28 giugno 1998 3ª giornata | Lappeenranta Rajaritarit | 11 – 41 | Arctic Circle Stars |  |

| 4-5 luglio 1998 4ª giornata | Arctic Circle Stars | 42 – 27 | East City Giants |  |

| 11-12 luglio 1998 5ª giornata | Turku Trojans | 23 – 6 | Arctic Circle Stars |  |

| 18-19 luglio 1998 6ª giornata | Arctic Circle Stars | 49 – 18 | Vantaan TAFT |  |

| 25-26 luglio 1998 7ª giornata | Porvoon Butchers | 12 – 19 | Arctic Circle Stars |  |

| 7-8 agosto 1998 8ª giornata | Arctic Circle Stars | 36 – 3 | Lappeenranta Rajaritarit |  |

| 14-15 agosto 1998 9ª giornata | Seinäjoki Crocodiles | 44 – 22 | Arctic Circle Stars |  |

| 21-22 agosto 1998 10ª giornata | Arctic Circle Stars | 16 – 13 | Helsinki Roosters |  |

### Playoff
| 28-29 agosto 1998 Semifinale | Helsinki Roosters | 48 – 36 | Arctic Circle Stars |  |

### Statistiche di squadra
| Competizione      | %Vittorie | In casa | In casa | In casa | In casa | In casa | In casa | In trasferta | In trasferta | In trasferta | In trasferta | In trasferta | In trasferta | Totale | Totale | Totale | Totale | Totale | Totale |
| Competizione      | %Vittorie | G       | V       | N       | P       | Pf      | Ps      | G            | V            | N            | P            | Pf           | Ps           | G      | V      | N      | P      | Pf     | Ps     |
| ----------------- | --------- | ------- | ------- | ------- | ------- | ------- | ------- | ------------ | ------------ | ------------ | ------------ | ------------ | ------------ | ------ | ------ | ------ | ------ | ------ | ------ |
| Stagione regolare | .700      | 5       | 5       | 0       | 0       | 171     | 82      | 5            | 2            | 0            | 3            | 101          | 128          | 10     | 7      | 0      | 3      | 272    | 210    |
| Playoff           | .000      | 0       | 0       | 0       | 0       | 0       | 0       | 1            | 0            | 0            | 1            | 36           | 48           | 1      | 0      | 0      | 1      | 36     | 48     |
| Totale            | .636      | 5       | 5       | 0       | 0       | 171     | 82      | 6            | 2            | 0            | 4            | 137          | 176          | 11     | 7      | 0      | 4      | 308    | 258    |